# Cynethryth

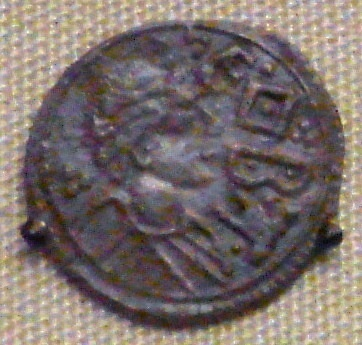
Mince znázorňující Cynethryth

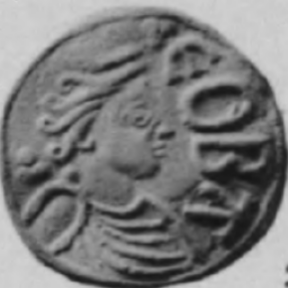
Mince znázorňující Cynethryth

Cynethryth (Cyneðryð; † po 798) byla manželka mercijského krále Offy a matka jeho následníka Ecgfritha. Cynethryth je jedinou anglosaskou královnou, jejíž vyobrazení se bez pochyb objevuje na soudobých mincích. O jejím původu není nic s jistotou známo. Její jméno se podobá jménům manželky a dcer mercijského krále Pendy (Cynewise, Cyneburh a Cyneswith), není tedy vyloučeno, že byla jeho příbuznou.

## Královna Mercie
Manželství krále Offy a Cynethryth bylo konvenční a schvalovala ho i církev. Alcuin v dopise nabádá Ecgfritha, syna Offy a Cynethryth, aby následoval příklad svých rodičů.
Datum sňatku Offy a Cynethryth není známé. Okolo roku 780 je titulována jako Cyneðryð Dei gratia regina Merciorum (Cynethryth, z Boží vůle královna Mercijských).
Kromě syna Ecgfritha porodila ještě čtyři dcery:
- Æthelburh, abatyše
- Eadburh
- Ælfflæd
- Æthelswith

Po smrti krále Offy v roce 796 složila Cynethryth řeholní slib. Stala se abatyší kláštera v Cookhamu. Byla naživu ještě v roce 798.